# Accra
Accra là thành phố đông dân nhất và là thủ đô của Ghana. Đây là trung tâm hành chính, giao thông, kinh tế của quốc gia này. Hơn 70% năng lực sản xuất chế tạo của Ghana nằm ở vùng thủ đô. Accra đã là thủ đô của Ghana từ năm 1877, và có nhiều tòa nhà công phản ánh sự chuyển đổi của nó từ một vùng ngoại ô của Victoriasborg vào thế kỷ 19 thành một thành phố như ngày nay.
Thành phố có Bảo tàng quốc gia với các hiện vật di sản Ghana thời tiền sử đến hiện đại; Nhà hát Quốc gia có kiến trúc độc đáo hiện đại; Quảng trường Độc lập; Lăng Kwame Nkrumah, Trung tâm Hội nghị quốc tế Accra, cảng các tại Jamestown và Chợ Makola.
Đại học Ghana tại Legon nằm cách Accra 14 km về phía bắc.
Thành phố có Sân bay quốc tế Kotoka.

## Khí hậu
Kiểu khí hậu chính ở Accra là bán khô hạn nóng (BSh), tiếp giáp với khí hậu nhiệt đới xavan (Aw). Nhiệt độ trong năm tại đây có rất ít biến động và lượng mưa trung bình là khoảng 730 mm.
| Dữ liệu khí hậu của Accra               | Dữ liệu khí hậu của Accra | Dữ liệu khí hậu của Accra | Dữ liệu khí hậu của Accra | Dữ liệu khí hậu của Accra | Dữ liệu khí hậu của Accra | Dữ liệu khí hậu của Accra | Dữ liệu khí hậu của Accra | Dữ liệu khí hậu của Accra | Dữ liệu khí hậu của Accra | Dữ liệu khí hậu của Accra | Dữ liệu khí hậu của Accra | Dữ liệu khí hậu của Accra | Dữ liệu khí hậu của Accra |
| Tháng                                   | 1                         | 2                         | 3                         | 4                         | 5                         | 6                         | 7                         | 8                         | 9                         | 10                        | 11                        | 12                        | Năm                       |
| --------------------------------------- | ------------------------- | ------------------------- | ------------------------- | ------------------------- | ------------------------- | ------------------------- | ------------------------- | ------------------------- | ------------------------- | ------------------------- | ------------------------- | ------------------------- | ------------------------- |
| Cao kỉ lục °C (°F)                      | 35.8 (96.4)               | 37.1 (98.8)               | 36.2 (97.2)               | 35.0 (95.0)               | 34.6 (94.3)               | 31.5 (88.7)               | 32.3 (90.1)               | 32.8 (91.0)               | 33.9 (93.0)               | 33.6 (92.5)               | 38.0 (100.4)              | 36.0 (96.8)               | 38.0 (100.4)              |
| Trung bình ngày tối đa °C (°F)          | 32.1 (89.8)               | 32.7 (90.9)               | 32.5 (90.5)               | 32.2 (90.0)               | 31.2 (88.2)               | 29.3 (84.7)               | 28.5 (83.3)               | 28.0 (82.4)               | 29.0 (84.2)               | 30.5 (86.9)               | 31.6 (88.9)               | 31.7 (89.1)               | 30.8 (87.4)               |
| Trung bình ngày °C (°F)                 | 27.3 (81.1)               | 27.7 (81.9)               | 27.7 (81.9)               | 27.7 (81.9)               | 27.2 (81.0)               | 25.6 (78.1)               | 24.4 (75.9)               | 24.3 (75.7)               | 25.2 (77.4)               | 26.0 (78.8)               | 27.0 (80.6)               | 27.2 (81.0)               | 26.4 (79.5)               |
| Tối thiểu trung bình ngày °C (°F)       | 23.4 (74.1)               | 24.1 (75.4)               | 24.1 (75.4)               | 24.2 (75.6)               | 23.9 (75.0)               | 23.1 (73.6)               | 22.5 (72.5)               | 22.2 (72.0)               | 22.4 (72.3)               | 23.9 (75.0)               | 23.5 (74.3)               | 23.4 (74.1)               | 23.4 (74.1)               |
| Thấp kỉ lục °C (°F)                     | 15.0 (59.0)               | 16.7 (62.1)               | 18.9 (66.0)               | 19.4 (66.9)               | 18.6 (65.5)               | 17.8 (64.0)               | 17.8 (64.0)               | 17.2 (63.0)               | 18.3 (64.9)               | 19.4 (66.9)               | 17.8 (64.0)               | 16.7 (62.1)               | 15.0 (59.0)               |
| Lượng Giáng thủy trung bình mm (inches) | 10.9 (0.43)               | 21.8 (0.86)               | 57.1 (2.25)               | 96.8 (3.81)               | 131.2 (5.17)              | 221.0 (8.70)              | 66.0 (2.60)               | 28.0 (1.10)               | 67.8 (2.67)               | 62.4 (2.46)               | 27.7 (1.09)               | 16.1 (0.63)               | 806.8 (31.76)             |
| Số ngày giáng thủy trung bình           | 1                         | 2                         | 5                         | 6                         | 10                        | 15                        | 9                         | 7                         | 8                         | 7                         | 3                         | 2                         | 75                        |
| Độ ẩm tương đối trung bình (%)          | 77                        | 78                        | 79                        | 80                        | 81                        | 85                        | 84                        | 83                        | 81                        | 82                        | 80                        | 80                        | 81                        |
| Số giờ nắng trung bình tháng            | 210.8                     | 206.2                     | 213.9                     | 219.0                     | 210.8                     | 141.0                     | 145.7                     | 155.0                     | 171.0                     | 226.3                     | 237.0                     | 241.8                     | 2.378,5                   |
| Số giờ nắng trung bình ngày             | 6.8                       | 7.3                       | 6.9                       | 7.3                       | 6.8                       | 4.7                       | 4.7                       | 5.0                       | 5.7                       | 7.3                       | 7.9                       | 7.8                       | 6.5                       |
| Nguồn 1: Tổ chức Khí tượng Thế giới     |                           |                           |                           |                           |                           |                           |                           |                           |                           |                           |                           |                           |                           |
| Nguồn 2: Deutscher Wetterdienst         |                           |                           |                           |                           |                           |                           |                           |                           |                           |                           |                           |                           |                           |

## Thành phố kết nghĩa
Accra kết nghĩa với:
- Johannesburg, Nam Phi[6]
- Sterling, Hoa Kỳ[5]
- Washington, D.C., Hoa Kỳ[7]
- Columbia, Hoa Kỳ[8]
- Columbus, Hoa Kỳ